# 2025-ös U21-es labdarúgó-Európa-bajnokság
A 2025-ös U21-es labdarúgó-Európa-bajnokságot Szlovákiában rendezték meg. Ez volt az U21-es Európa-bajnokság 25. kiírása. (A 28., ha az U23-as korszakot is ideszámítjuk) Szlovákiát az UEFA Végrehajtó Bizottsága 2023. január 25-én, a svájci Nyonban tartott ülésén nevezte meg házigazdaként. A tornára 2025. június 11-e és 28-a között került sor. A részvételre a 2002. január 1-je után született játékosok voltak jogosultak.
A döntőben a címvédő angolok hosszabbítás után 3–2-re győzték le a németeket.

## Házigazda országok kiválasztása
Az UEFA Végrehajtó Bizottsága 2023. január 25-én Szlovákiát választotta házigazdának.

## Helyszínek
| Pozsony                                                                 | Nagyszombat              | Dunaszerdahely      | Kassa               |
| Tehelné Pole Stadion                                                    | Anton Malatinský Stadion | MOL Aréna           | Kassai Stadion      |
| Férőhely: 22 500                                                        | Férőhely: 18 200         | Férőhely: 12 700    | Férőhely: 12 555    |
|                                                                         |                          |                     |                     |
| Pozsony Nagyszombat Dunaszerdahely Kassa Zsolna Trencsén Nyitra Eperjes |                          |                     |                     |
| Zsolna                                                                  | Trencsén                 | Nyitra              | Eperjes             |
| Štadión Pod Dubňom                                                      | Štadión Sihoť            | Štadión pod Zoborom | Futbal Tatran Aréna |
| Férőhely: 10 897                                                        | Férőhely: 10 000         | Férőhely: 7 480     | Férőhely: 6 500     |
|                                                                         |                          |                     |                     |

## Selejtezők

### Résztvevők
| Csapat        | Kvalifikáció módja                                    | Kvalifikáció dátuma  | Részvételek száma                 | Legutóbbi részvétel | Legjobb eredmény                            |
| ------------- | ----------------------------------------------------- | -------------------- | --------------------------------- | ------------------- | ------------------------------------------- |
| Szlovákia     | Házigazda                                             | 2023. január 25.     | 3 (9 Csehszlovákiával együtt)     | 2017                | Elődöntő: (2000)                            |
| Hollandia     | A C csoport győztese                                  | 2024. szeptember 9.  | 10                                | 2023                | Győztes: (2006, 2007)                       |
| Spanyolország | A B csoport győztese                                  | 2024. szeptember 10. | 17                                | 2023                | Győztes: (1986, 1998, 2011, 2013, 2019)     |
| Portugália    | A G csoport győztese                                  | 2024. október 11.    | 11                                | 2023                | Döntő: (1994, 2015, 2021)                   |
| Németország   | A D csoport győztese                                  | 2024. október 11.    | 15                                | 2023                | Győztes: (2009, 2017, 2021)                 |
| Dánia         | A I csoport győztese                                  | 2024. október 11.    | 10                                | 2021                | Elődöntő: (1992, 2015)                      |
| Ukrajna       | A második helyezett csapatok rangsorának a győztese   | 2024. október 11.    | 4 (7 Szovjetunióval együtt)       | 2023                | Döntő: (2006)                               |
| Anglia        | Az F csoport győztese                                 | 2024. október 11.    | 18                                | 2023                | Győztes: (1982, 1984, 2023)                 |
| Románia       | Az E csoport győztese                                 | 2024. október 15.    | 5.                                | 2023                | Elődöntő: (2019)                            |
| Lengyelország | A második helyezett csapatok rangsorának a harmadikja | 2024. október 15.    | 8.                                | 2019                | Negyeddöntő: (1982, 1984, 1986, 1992, 1994) |
| Szlovénia     | A H csoport győztese                                  | 2024. október 15.    | 2.                                | 2021                | Csoportkör: (2021)                          |
| Franciaország | A második helyezett csapatok rangsorának a másodikja  | 2024. október 15.    | 12.                               | 2023                | Győztes: (1988)                             |
| Olaszország   | Az A csoport győztese                                 | 2024. október 15.    | 23.                               | 2023                | Győztes: (1992, 1994, 1996, 2000, 2004)     |
| Finnország    | A rájátszás győztes                                   | 2024. november 19.   | 2.                                | 2009                | Csoportkör: (2009)                          |
| Csehország    | A rájátszás győztes                                   | 2024. november 19.   | 10. (16. Csehszlovákiával együtt) | 2023                | Győztes: (2002)                             |
| Grúzia        | A rájátszás győztes                                   | 2024. november 19.   | 2. (5 Szovjetunióval együtt)      | 2023                | Negyeddöntő: (2023)                         |

## Sorsolás
A sorsolást 2024. december 3-án rendezték Pozsonyban, Szlovákiában.
| 1. kalap         | 2. kalap      | 3. kalap      | 4. kalap              |
| ---------------- | ------------- | ------------- | --------------------- |
| Spanyolország    | Németország   | Dánia         | Grúzia                |
| Anglia (címvédő) | Franciaország | Románia       | Szlovénia             |
| Portugália       | Ukrajna       | Lengyelország | Finnország            |
| Hollandia        | Olaszország   | Csehország    | Szlovákia (házigazda) |

## Csoportkör
A csoportok első két helyezettje jutott tovább a negyeddöntőbe. Az időpontok helyi idő szerint értendők.
A sorrend meghatározása
Az Európa-bajnokság csoportjaiban ha két vagy több csapat a csoportmérkőzések után azonos pontszámmal állt, akkor a következő pontok alapján állapították meg a sorrendet:
1. több szerzett pont az azonosan álló csapatok közötti mérkőzéseken;
2. jobb gólkülönbség az azonosan álló csapatok közötti mérkőzéseken;
3. több szerzett gól az azonosan álló csapatok közötti mérkőzéseken;
4. ha az 1–3. pontok alapján a sorrend nem dönthető el, akkor az 1–3. pontokat újra kell alkalmazni kizárólag a továbbra is azonosan álló csapatok között játszott mérkőzésekre. Ha továbbra sem dönthető el a sorrend, akkor az 5–10. pontokat kell alkalmazni;
5. jobb gólkülönbség az összes csoportmérkőzésen;
6. több szerzett gól az összes csoportmérkőzésen; több győzelem az összes csoportmérkőzésen;
7. ha két csapat a felsorolt első hét pont alapján holtversenyben áll úgy, hogy az utolsó csoportmérkőzést egymás ellen játsszák (azaz az utolsó csoportmérkőzés, amelyet egymás ellen lejátszottak, döntetlen lett, és a pontszámuk, összesített gólkülönbségük, az összes szerzett góljuk száma is azonos) és nincs harmadik csapat, amely velük azonos pontszámmal áll, akkor közöttük büntetőrúgások döntenek a sorrendről;
8. alacsonyabb fair play pontszám (1 pont egy sárga lapért, 3 pont két sárga lapot követő piros lapért, 3 pont egy azonnali piros lapért);
9. jobb U21-es UEFA-együttható;
10. sorshúzás

### A csoport
| Hely. | Csapat        | M | Gy | D | V | G+ | G– | Gk | P | Továbbjutás                                |
| ----- | ------------- | - | -- | - | - | -- | -- | -- | - | ------------------------------------------ |
| 1.    | Spanyolország | 3 | 2  | 1 | 0 | 6  | 4  | +2 | 7 | Továbbjutott az egyenes kieséses szakaszba |
| 2.    | Olaszország   | 3 | 2  | 1 | 0 | 3  | 1  | +2 | 7 | Továbbjutott az egyenes kieséses szakaszba |
| 3.    | Szlovákia (R) | 3 | 1  | 0 | 2 | 4  | 5  | −1 | 3 |                                            |
| 4.    | Románia       | 3 | 0  | 0 | 3 | 2  | 5  | −3 | 0 |                                            |

| 2025. június 11. 18:00 |

| Szlovákia                         | 2–3               | Spanyolország                     |
| --------------------------------- | ----------------- | --------------------------------- |
| Kopásek 48' Suslov 53' (11-esből) | (2–0) Jegyzőkönyv | Pubill 16' Joseph 18' Tárrega 90' |

| Tehelné Pole Stadion, Pozsony Nézőszám: 19 964 Játékvezető: Damian Sylwestrzak (lengyel) |

| 2025. június 11. 21:00 |

| Olaszország  | 1–0               | Románia |
| ------------ | ----------------- | ------- |
| Baldanzi 26' | (1–0) Jegyzőkönyv |         |

| Anton Malatinský Stadion, Nagyszombat Nézőszám: 2 450 Játékvezető: Vaszíliosz Fótiosz (görög) |

| 2025. június 14. 18:00 |

| Spanyolország                | 2–1               | Románia     |
| ---------------------------- | ----------------- | ----------- |
| Jauregizar 85' Fernández 88' | (0–1) Jegyzőkönyv | Munteanu 4' |

| Tehelné Pole Stadion, Pozsony Nézőszám: 10 023 Játékvezető: Sander van der Eijk (holland) |

| 2025. június 14. 21:00 |

| Szlovákia | 0–1               | Olaszország |
| --------- | ----------------- | ----------- |
|           | (0–1) Jegyzőkönyv | Casadei 7'  |

| Anton Malatinský Stadion, Nagyszombat Nézőszám: 15 455 Játékvezető: Nenad Minaković (szerb) |

| 2025. június 17. 21:00 |

| Románia   | 1–2               | Szlovákia            |
| --------- | ----------------- | -------------------- |
| Akdağ 67' | (0–1) Jegyzőkönyv | Obert 11' Suslov 57' |

| Tehelné Pole Stadion, Pozsony Nézőszám: 17 058 Játékvezető: Manfredas Lukjančukas (litván) |

| 2025. június 17. 21:00 |

| Spanyolország | 1–1             | Olaszország |
| ------------- | --------------- | ----------- |
| Rodríguez 53' | (–) Jegyzőkönyv | Pisilli 59' |

| Anton Malatinský Stadion, Nagyszombat Nézőszám: 12 573 Játékvezető: Nicholas Walsh (skót) |

### B csoport
| Hely. | Csapat      | M | Gy | D | V | G+ | G– | Gk | P | Továbbjutás                                |
| ----- | ----------- | - | -- | - | - | -- | -- | -- | - | ------------------------------------------ |
| 1.    | Németország | 3 | 3  | 0 | 0 | 9  | 3  | +6 | 9 | Továbbjutott az egyenes kieséses szakaszba |
| 2.    | Anglia      | 3 | 1  | 1 | 1 | 4  | 3  | +1 | 4 | Továbbjutott az egyenes kieséses szakaszba |
| 3.    | Csehország  | 3 | 1  | 0 | 2 | 5  | 7  | −2 | 3 |                                            |
| 4.    | Szlovénia   | 3 | 0  | 1 | 2 | 0  | 5  | −5 | 1 |                                            |

| 2025. június 12. 21:00 |

| Csehország | 1–3               | Anglia                             |
| ---------- | ----------------- | ---------------------------------- |
| Fila 51'   | (0–1) Jegyzőkönyv | Elliott 39' Rowe 48' Cresswell 76' |

| MOL Aréna, Dunaszerdahely Nézőszám: 8 087 Játékvezető: Elchin Masiyev (azeri) |

| 2025. június 12. 21:00 |

| Németország                      | 3–0               | Szlovénia |
| -------------------------------- | ----------------- | --------- |
| Woltemade 19' 42' 82' (11-esből) | (2–0) Jegyzőkönyv |           |

| Štadión pod Zoborom, Nyitra Nézőszám: 2 708 Játékvezető: Jakob Sundberg (dán) |

| 2025. június 15. 18:00 |

| Anglia | 0–0               | Szlovénia |
| ------ | ----------------- | --------- |
|        | (0–0) Jegyzőkönyv |           |

| Štadión pod Zoborom, Nyitra Nézőszám: 5 217 Játékvezető: Goga Kikacheishvili (grúz) |

| 2025. június 15. 21:00 |

| Csehország               | 2–4             | Németország                                     |
| ------------------------ | --------------- | ----------------------------------------------- |
| Arrey-Mbi 61' Spáčil 66' | (–) Jegyzőkönyv | Tresoldi 34' Nebel 41' Woltemade 54' Martel 59' |

| MOL Aréna, Dunaszerdahely Nézőszám: 7 870 Játékvezető: Alexis Herrera (venezuelai) |

| 2025. június 18. 21:00 |

| Szlovénia | 0–2               | Csehország        |
| --------- | ----------------- | ----------------- |
|           | (0–0) Jegyzőkönyv | Fila 48' Sejk 59' |

| MOL Aréna, Dunaszerdahely Nézőszám: 4 028 Játékvezető: Simone Sozza (olasz) |

| 2025. június 18. 21:00 |

| Anglia    | 1–2               | Németország          |
| --------- | ----------------- | -------------------- |
| Scott 76' | (0–2) Jegyzőkönyv | Knauff 3' Weiper 33' |

| Štadión pod Zoborom, Nyitra Nézőszám: 5 624 Játékvezető: Sander van der Eijk (holland) |

### C csoport
| Hely. | Csapat        | M | Gy | D | V | G+ | G– | Gk | P | Továbbjutás                                |
| ----- | ------------- | - | -- | - | - | -- | -- | -- | - | ------------------------------------------ |
| 1.    | Portugália    | 3 | 2  | 1 | 0 | 9  | 0  | +9 | 7 | Továbbjutott az egyenes kieséses szakaszba |
| 2.    | Franciaország | 3 | 2  | 1 | 0 | 7  | 3  | +4 | 7 | Továbbjutott az egyenes kieséses szakaszba |
| 3.    | Grúzia        | 3 | 1  | 0 | 2 | 4  | 8  | −4 | 3 |                                            |
| 4.    | Lengyelország | 3 | 0  | 0 | 3 | 2  | 11 | −9 | 0 |                                            |

| 2025. június 11. 21:00 |

| Portugália | 0–0               | Franciaország |
| ---------- | ----------------- | ------------- |
|            | (0–0) Jegyzőkönyv |               |

| Štadión Sihoť, Trencsén Nézőszám: 4 932 Játékvezető: Manfredas Lukjančukas (litván) |

| 2025. június 11. 21:00 |

| Lengyelország             | 1–2             | Grúzia                         |
| ------------------------- | --------------- | ------------------------------ |
| Kałuziński 73' (11-esből) | (–) Jegyzőkönyv | Lominadze 55' Gordeziani 90+3' |

| Štadión Pod Dubňom, Zsolna Nézőszám: 2 218 Játékvezető: Alessandro Dudic (svájci) |

| 2025. június 14. 21:00 |

| Portugália                                       | 5–0               | Lengyelország |
| ------------------------------------------------ | ----------------- | ------------- |
| Quenda 16' 24' Araújo 30' Bernardo 41' Gomes 63' | (4–0) Jegyzőkönyv |               |

| Štadión Sihoť, Trencsén Nézőszám: 4 469 Játékvezető: Nicholas Walsh (skót) |

| 2025. június 14. 21:00 |

| Franciaország                                | 3–2               | Grúzia                     |
| -------------------------------------------- | ----------------- | -------------------------- |
| Tel 35' (11-esből) Lepenant 89' Barry 90+12' | (1–2) Jegyzőkönyv | Abuashvili 76' Sazonov 84' |

| Štadión Pod Dubňom, Zsolna Nézőszám: 3 687 Játékvezető: Jakob Sundberg (dán) |

| 2025. június 17. 18:00 |

| Grúzia | 0–4               | Portugália                                                |
| ------ | ----------------- | --------------------------------------------------------- |
|        | (0–1) Jegyzőkönyv | Pinheiro 24' Quenda 62' Gomes 87' Araújo 90+5' (11-esből) |

| Štadión Sihoť, Trencsén Nézőszám: 4 573 Játékvezető: Nicholas Walsh (skót) |

| 2025. június 17. 18:00 |

| Franciaország                     | 4–1               | Lengyelország |
| --------------------------------- | ----------------- | ------------- |
| Zézé 18' Cissé 19' 29' Abline 82' | (3–0) Jegyzőkönyv | Mosór 61'     |

| Štadión Pod Dubňom, Zsolna Nézőszám: 7 288 Játékvezető: Nenad Minaković (szerb) |

### D csoport
| Hely. | Csapat     | M | Gy | D | V | G+ | G– | Gk | P | Továbbjutás                                |
| ----- | ---------- | - | -- | - | - | -- | -- | -- | - | ------------------------------------------ |
| 1.    | Dánia      | 3 | 2  | 1 | 0 | 7  | 5  | +2 | 7 | Továbbjutott az egyenes kieséses szakaszba |
| 2.    | Hollandia  | 3 | 1  | 1 | 1 | 5  | 4  | +1 | 4 | Továbbjutott az egyenes kieséses szakaszba |
| 3.    | Ukrajna    | 3 | 1  | 0 | 2 | 4  | 5  | −1 | 3 |                                            |
| 4.    | Finnország | 3 | 0  | 2 | 1 | 4  | 6  | −2 | 2 |                                            |

| 2025. június 12. 18:00 |

| Ukrajna                 | 2–3               | Dánia                             |
| ----------------------- | ----------------- | --------------------------------- |
| Volosin 22' Braharu 78' | (1–0) Jegyzőkönyv | Bischoff 63' Bøving 81' Osula 88' |

| Futbal Tatran Aréna, Eperjes Nézőszám: 5 458 Játékvezető: Goga Kikacheishvili (grúz) |

| 2025. június 12. 21:00 |

| Finnország             | 2–2               | Hollandia              |
| ---------------------- | ----------------- | ---------------------- |
| Terho 25' Keskinen 28' | (2–0) Jegyzőkönyv | Valente 59' Poku 90+3' |

| Kassai Stadion, Kassa Nézőszám: 7 369 Játékvezető: Alexis Herrera (venezuelai) |

| 2025. június 15. 18:00 |

| Finnország | 0–2               | Ukrajna               |
| ---------- | ----------------- | --------------------- |
|            | (0–1) Jegyzőkönyv | Vanat 28' Braharu 49' |

| Kassai Stadion, Kassa Nézőszám: 8 636 Játékvezető: Alessandro Dudic (svájci) |

| 2025. június 15. 21:00 |

| Hollandia       | 1–2               | Dánia         |
| --------------- | ----------------- | ------------- |
| Provstgaard 19' | (1–1) Jegyzőkönyv | Osula 35' 47' |

| Futbal Tatran Aréna, Eperjes Nézőszám: 5 434 Játékvezető: Simone Sozza (olasz) |

| 2025. június 18. 18:00 |

| Dánia          | 2–2               | Finnország              |
| -------------- | ----------------- | ----------------------- |
| Harder 10' 68' | (1–0) Jegyzőkönyv | Skyttä 73' Keskinen 82' |

| Kassai Stadion, Kassa Nézőszám: 6 940 Játékvezető: Damian Sylwestrzak (lengyel) |

| 2025. június 18. 18:00 |

| Hollandia                    | 2–0               | Ukrajna |
| ---------------------------- | ----------------- | ------- |
| L Valente 34' van Bergen 79' | (1–0) Jegyzőkönyv |         |

| Futbal Tatran Aréna, Eperjes Nézőszám: 5 216 Játékvezető: Vaszíliosz Fótiosz (görög) |

## Egyenes kieséses szakasz
Az egyenes kieséses szakaszban döntetlen esetén 2x15 perces hosszabbítás következett. Ha ezután is döntetlen az állás, akkor büntetőpárbaj döntött.
|  |                             |                    |                    |                      |   |               |                      |           |  |  |       |       |       |
|  | Negyeddöntők                | Negyeddöntők       | Negyeddöntők       |                      |   | Elődöntők     | Elődöntők            | Elődöntők |  |  | Döntő | Döntő | Döntő |
|  | Negyeddöntők                | Negyeddöntők       | Negyeddöntők       |                      |   | Elődöntők     | Elődöntők            | Elődöntők |  |  | Döntő | Döntő | Döntő |
|  | június 21. – Nagyszombat    |                    |                    |                      |   |               |                      |           |  |  |       |       |       |
|  |                             |                    |                    |                      |   |               |                      |           |  |  |       |       |       |
|  | A1                          | Spanyolország      | 1                  |                      |   |               |                      |           |  |  |       |       |       |
|  | A1                          | Spanyolország      | 1                  | június 25. – Pozsony |   |               |                      |           |  |  |       |       |       |
|  | C2                          | Anglia             | 3                  |                      |   |               |                      |           |  |  |       |       |       |
|  | C2                          | Anglia             | 3                  |                      |   | Anglia        | Anglia               | 2         |  |  |       |       |       |
|  | június 21. – Zsolna         |                    |                    |                      |   | Anglia        | Anglia               | 2         |  |  |       |       |       |
|  |                             |                    | Hollandia          | Hollandia            | 1 |               |                      |           |  |  |       |       |       |
|  | C1                          | Portugália         | Hollandia          | Hollandia            | 1 | 0             |                      |           |  |  |       |       |       |
|  | C1                          | Portugália         |                    |                      |   | 0             | június 28. – Pozsony |           |  |  |       |       |       |
|  | A2                          | Hollandia          | 1                  |                      |   |               |                      |           |  |  |       |       |       |
|  | A2                          | Hollandia          | 1                  |                      |   | Anglia (h.u.) | Anglia (h.u.)        | 3         |  |  |       |       |       |
|  | június 22. – Dunaszerdahely |                    |                    |                      |   | Anglia (h.u.) | Anglia (h.u.)        | 3         |  |  |       |       |       |
|  |                             |                    | Németország        | Németország          | 2 |               |                      |           |  |  |       |       |       |
|  | B1                          | Németország (h.u.) | Németország        | Németország          | 2 | 3             |                      |           |  |  |       |       |       |
|  | B1                          | Németország (h.u.) | június 25. – Kassa |                      |   | 3             |                      |           |  |  |       |       |       |
|  | D2                          | Olaszország        | 2                  |                      |   |               |                      |           |  |  |       |       |       |
|  | D2                          | Olaszország        | 2                  |                      |   | Németország   | Németország          | 3         |  |  |       |       |       |
|  | június 22. – Eperjes        |                    |                    |                      |   | Németország   | Németország          | 3         |  |  |       |       |       |
|  |                             |                    | Franciaország      | Franciaország        | 0 |               |                      |           |  |  |       |       |       |
|  | D1                          | Dánia              | Franciaország      | Franciaország        | 0 | 2             |                      |           |  |  |       |       |       |
|  | D1                          | Dánia              |                    |                      |   |               |                      |           |  |  |       |       |       |
|  | B2                          | Franciaország      | 3                  |                      |   |               |                      |           |  |  |       |       |       |
|  | B2                          | Franciaország      | 3                  |                      |   |               |                      |           |  |  |       |       |       |
|  |                             |                    |                    |                      |   |               |                      |           |  |  |       |       |       |

### Negyeddöntő
| 2025. június 21. 18:00 |

| Portugália | 0–1               | Hollandia |
| ---------- | ----------------- | --------- |
|            | (0–0) Jegyzőkönyv | Poku 84'  |

| Štadión Pod Dubňom, Zsolna Nézőszám: 7 117 Játékvezető: Goga Kikacheishvili (grúz) |

| 2025. június 21. 21:00 |

| Spanyolország         | 1–3               | Anglia                                           |
| --------------------- | ----------------- | ------------------------------------------------ |
| Guerra 39' (11-esből) | (1–2) Jegyzőkönyv | McAtee 10' Elliott 15' Anderson 90+4' (11-esből) |

| Anton Malatinský Stadion, Nagyszombat Nézőszám: 8 247 Játékvezető: Simone Sozza (olasz) |

| 2025. június 22. 21:00 |

| Dánia                     | 2–3               | Franciaország                |
| ------------------------- | ----------------- | ---------------------------- |
| Bischoff 18' Sørensen 49' | (1–1) Jegyzőkönyv | Cissé 44' Merlin 84' Tel 85' |

| Futbal Tatran Aréna, Eperjes Nézőszám: 5 513 Játékvezető: Sander van der Eijk (holland) |

| 2025. június 22. 21:00 |

| Németország                        | 3–2 (h. u.)                 | Olaszország                  |
| ---------------------------------- | --------------------------- | ---------------------------- |
| Woltemade 68' Weiper 87' Röhl 117' | (0–0, 2–2, 2–2) Jegyzőkönyv | Koleosho 58' Ambrosino 90+6' |

| MOL Aréna, Dunaszerdahely Nézőszám: 6 503 Játékvezető: Manfredas Lukjančukas (litván) |

### Elődöntő
| 2025. június 25. 18:00 |

| Anglia          | 2–1               | Hollandia |
| --------------- | ----------------- | --------- |
| Elliott 62' 86' | (0–0) Jegyzőkönyv | Ohio 72'  |

| Tehelné Pole Stadion, Pozsony Nézőszám: 14 719 Játékvezető: Vaszíliosz Fótiosz (görög) |

| 2025. június 25. 21:00 |

| Németország                         | 3–0               | Franciaország |
| ----------------------------------- | ----------------- | ------------- |
| Weiper 8' Woltemade 14' Gruda 90+5' | (2–0) Jegyzőkönyv |               |

| Kassai Stadion, Kassa Nézőszám: 11 913 Játékvezető: Nicholas Walsh (skót) |

### Döntő
| 2025. június 28. 21:00 |

| Anglia                             | 3–2 (h. u.)                 | Németország            |
| ---------------------------------- | --------------------------- | ---------------------- |
| Elliott 5' Hutchinson 24' Rowe 92' | (2–1, 2–2, 3–2) Jegyzőkönyv | Weiper 45+1' Nebel 61' |

| Tehelné Pole Stadion, Pozsony Nézőszám: 19 153 Játékvezető: Sander van der Eijk (holland) |

## Gólszerzők
6 gólos
- Nick Woltemade

5 gólos
- Harvey Elliott

4 gólos
- Nelson Weiper

3 gólos
| - William Osula | - Djaoui Cissé | - Geovany Quenda |  |

2 gólos
| - Daniel Fila - Clement Bischoff - Conrad Harder - Jonathan Rowe - Topi Keskinen | - Mathys Tel - Paul Nebel - Ernest Poku - Luciano Valente | - Henrique Araújo - Rodrigo Gomes - Tomáš Suslov - Makszim Braharu |  |

1 gólos
| - Václav Sejk - Karel Spáčil - William Bøving - Oliver Sørensen - Elliot Anderson - Charlie Cresswell - Omari Hutchinson - James McAtee - Alex Scott - Naatan Skyttä - Casper Terho - Matthis Abline - Thierno Barry - Johann Lepenant - Quentin Merlin - Nathan Zézé - Giorgi Abuashvili | - Vasilios Gordeziani - Nodar Lominadze - Saba Sazonov - Brajan Gruda - Ansgar Knauff - Eric Martel - Merlin Röhl - Nicolò Tresoldi - Giuseppe Ambrosino - Tommaso Baldanzi - Cesare Casadei - Luca Koleosho - Niccolò Pisilli - Thom van Bergen - Noah Ohio - Jakub Kałuziński - Ariel Mosór | - Paulo Bernardo - Rodrigo Pinheiro - Ümit Akdağ - Louis Munteanu - Samuel Kopásek - Adam Obert - Roberto Fernández - Javi Guerra - Mikel Jauregizar - Mateo Joseph - Marc Pubill - Jesús Rodríguez - César Tárrega - Vladiszlav Vanat - Nazar Volosin |  |

öngólos
| - Oliver Provstgaard (Hollandia ellen) | - Bright Arrey-Mbi (Csehország ellen) |  |

## Díjak

### A torna játékosa
- Harvey Elliott[1]

### Legjobb gólszerző
- Nick Woltemade[6] (6 góllal)

### A torna csapat
A torna után az UEFA technikai megfigyelői választották ki a 21 éven aluliak csapatát.
| Pozíció       | Játékos           |
| ------------- | ----------------- |
| Kapus         | James Beadle      |
| Védők         | Tino Livramento   |
| Védők         | Charlie Cresswell |
| Védők         | Bright Arrey-Mbi  |
| Védők         | Quentin Merlin    |
| Középpályások | Elliot Anderson   |
| Középpályások | Eric Martel       |
| Középpályások | James McAtee      |
| Csatárok      | Harvey Elliott    |
| Csatárok      | Nick Woltemade    |
| Csatárok      | Geovany Quenda    |